# Blue Mound (Kansas)
Pour les articles homonymes, voir Blue Mound (homonymie).
Blue Mound est une ville américaine située dans le comté de Linn, au Kansas. Selon le recensement de 2010, sa population est de 275 habitants.